# 帕特里克·肯尼迪 (演员)
帕特里克·肯尼迪（英語：Patrick Kennedy，1977年8月26日—）是英國的一名演員。他出演過超過16部電影和電視作品。他的主要電影作品包括贖罪。他也出演過多部HBO電視劇。

## 外部連結
- Patrick Kennedy在互联网电影资料库（IMDb）上的資料（英文）
- BBC Profile （页面存档备份，存于）
- Deadline-Patrick Kennedy cast as lead in HBO Pilot （页面存档备份，存于）
- Hollywood Reporter- HBO's the Money casts Patrick Kennedy[]